# Patrick McCaw
Patrick Andrew McCaw (* 25. Oktober 1995 in St. Louis, Missouri) ist ein US-amerikanischer Basketballspieler. Er spielt auf den Positionen des Shooting Guards und des Small Forwards.

## Laufbahn
McCaw spielte im Schulalter für die Basketballmannschaft der Christian Brothers College High School in seiner Geburtsstadt St. Louis und ging dann an die Montrose Christian High School nach Rockville (US-Bundesstaat Maryland). 2014 schrieb sich McCaw an der University of Nevada, Las Vegas (UNLV) ein und bestritt bis 2016 65 Spiele für die Hochschulmannschaft. Nach der Saison 2015/16, in der er im Durchschnitt 14,7 Punkte, 5,1 Rebounds, 3,9 Korbvorlagen und 2,5 Ballgewinne je Begegnung erzielt hatte, gab er bekannt, seine Karriere im Profibereich fortzusetzen. Die Milwaukee Bucks sicherten sich im Draftverfahren der NBA im Juni 2016 die Rechte an McCaw, hatten aber mit den Golden State Warriors eine Vereinbarung getroffen, ihn an die Kalifornier abzugeben.
McCaw gewann 2017 und 2018 mit Golden State den Meistertitel in der NBA, in beiden Spielzeiten war er Ergänzungsspieler. Ende Dezember 2018 unterschrieb er einen Vertrag bei den Cleveland Cavaliers, wurde aber wenige Tage später wieder entlassen. Die NBA leitete auf Geheiß der Golden State Warriors eine Untersuchung des Vorgangs ein, stellte aber keinen Regelverstoß der Cleveland Cavaliers fest. Am 10. Januar 2019 gaben die Toronto Raptors McCaws Verpflichtung bekannt. Mit der kanadischen Mannschaft gewann er seinen dritten NBA-Meistertitel, war wie in Kalifornien zuvor dabei ebenfalls Ergänzungsspieler. Drei Meisterschaften in Folge zu gewinnen, war vor McCaw zuletzt Kobe Bryant und Shaquille O’Neal (jeweils 2000 bis 2002) gelungen.